# Ваксина срещу COVID-19
Ваксина против COVID-19 е ваксина, предназначена да осигури придобит имунитет срещу коронавирус 2 на тежкия остър респираторен синдром (SARS-CoV-2), вирусът, причиняващ COVID-19. Преди пандемията COVID-19 съществуват утвърдени знания за структурата и функцията на коронавирусите, причиняващи заболявания като тежък остър респираторен синдром (ТОРС) и близкоизточен респираторен синдром (MERS), което позволява ускорено разработване на различни технологии за ваксини в началото на 2020 г. На 10 януари 2020 г. данните за генетичната последователност на SARS-CoV-2 са споделени чрез GISAID, а до 19 март световната фармацевтична индустрия обявява сериозен ангажимент за справяне с COVID-19.
В рамките на изпитванията във фаза III няколко ваксини срещу COVID-19 демонстрират ефикасност от 95% за предотвратяване на симптоматични инфекции с COVID-19. Към април 2021 г. 16 ваксини са разрешени от поне един национален регулаторен орган за публична употреба: две РНК ваксини (Pfizer-BioNTech и Moderna), седем конвенционални инактивирани ваксини (BBIBP-CorV, CoronaVac, Covaxin, WIBP-CorV, CoviVac, Minhai-Kangtai и QazVac), пет ваксини с вирусни вектори (Sputnik Light, Sputnik V, Oxford-AstraZeneca, Convidecia и Johnson & Johnson) и две ваксини с протеинови субединици (EpiVacCorona и RBD-Dimer). Като цяло, към март 2021 г. 308 кандидати за ваксини са в различни етапи на разработка, като 73 са в процес на клинични изследвания, включително 24 във фаза I, 33 във фаза I-II и 16 във фаза III на разработка.
Много държави са въвели планове за поетапно разпространение, които дават приоритет на лицата с най-висок риск от усложнения като възрастните хора и на лицата с висок риск от излагане и предаване на инфекцията като здравните работници. Обмисля се междинно използване на единични дози, за да се разшири ваксинацията до възможно най-голям брой хора, докато се подобри наличността на ваксината.
Към 22 май 2021 г. по света са приложени 1,65 милиарда дози ваксина COVID-19 въз основа на официалните доклади на националните здравни агенции. AstraZeneca предвижда да произведе 3 милиарда дози през 2021 г., Pfizer-BioNTech – 1,3 милиарда дози, а Sputnik V, Sinopharm, Sinovac и Johnson & Johnson – по 1 милиард дози. Moderna планира да произведе 600 милиона дози, а Convidecia – 500 милиона дози през 2021 г. До декември 2020 г. държавите са поръчали предварително повече от десет милиарда дози ваксина, като около половината от дозите са закупени от държави с високи доходи, които обхващат 14% от населението на света.

## Виж още
- Ваксина
- Ваксина на Pfizer–BioNTech срещу COVID-19